# Гуськи
Гуськи (рос. Гуськи) — присілок в Пестовському районі Новгородської області Російської Федерації.
Населення становить 20 осіб. Входить до складу муніципального утворення Вятське сільське поселення.

## Історія
Від 2004 року входить до складу муніципального утворення Вятське сільське поселення

## Населення
| 2010 |
| ---- |
| 20   |